# Serrucho
Serrucho är en udde i Antarktis. Den ligger i Sydshetlandsöarna. Argentina, Chile och Storbritannien gör anspråk på området.
Terrängen inåt land är platt åt nordväst, men åt sydväst är den kuperad. Havet är nära Serrucho österut. Trakten är obefolkad. Det finns inga samhällen i närheten. 